# Disco polo (album)
Disco polo – czwarty album studyjny polskiego zespołu Bracia Figo Fagot.
Album dotarł do 10. miejsca polskiej listy przebojów – OLiS.

## Lista utworów
1. Polska
2. Najebany to do domu
3. Dziewczyno zawistna
4. Tańczyła z bratem
5. Lato i morze
6. Ajem USA
7. A w niebie gra disco polo
8. Mętne oczy
9. Miłość, miłość, miłość
10. Disco polo dalej gra
11. Co się wczoraj odjebało?
12. Polska (wersja alternatywna)
13. Albatros dalej gra